# Prašivka (Východolabská tabule)
Prašivka (301 m n. m.) je vrch v okrese Hradec Králové Královéhradeckého kraje. Leží asi 1 km východně od obce Habřina na jejím katastrálním území.
Pouhých 400 m jihovýchodně leží vrch Chloumek (300 m n. m.) s kostelem svatého Václava.

## Geomorfologické zařazení
Geomorfologicky vrch náleží do celku Východolabská tabule, podcelku Chlumecká tabule a okrsku Velichovecká tabule.